# Estação Ferroviária de São Félix
A Estação Ferroviária Central da Bahia, mais conhecida como Estação Ferroviária de São Félix, é uma edificação de 1881, localizada na Praça Rui Barbosa, na cidade de São Félix, no estado brasileiro da Bahia. A edificação é tombada pelo Instituto do Patrimônio Histórico e Artístico Nacional (IPHAN) desde novembro de 2010, como parte do Conjunto Arquitetônico Urbanístico e Paisagístico de São Félix.

## História
A edificação foi construída no século XIX como parte da Estrada de Ferro Central da Bahia (EFCBH), uma ferrovia idealizada por políticos e comerciantes das cidades baianas de Cachoeira e São Félix, que conectou o Recôncavo baiano ao sertão e à Chapada Diamantina. A então Estação Ferroviária Central da Bahia tornou-se ponto central de transporte de pessoas e mercadorias, já que ligava o interior baiano à capital, Salvador.
Os últimos reparos realizados na edificação datam do ano de 2000. A estação encontra-se abandonada há mais de 30 anos e seu estado de conservação: coberta de vegetação invasiva, telhado e paredes danificados, a estação tem em torno de três décadas em desuso. Uma inspeção realizada pelo IPHAN identificou partes desabadas, infiltração, proliferação de insetos, oxidação de ferragens, crescimento de árvores sobre o teto que estavam com mais de três metros de altura. O que caracteriza alto risco de desabamento da estrutura e de incêndio.
Em 2010, data do tombamento, a antiga estação era sede da Fundação Luiz Ademir de Cultura, que pretendia converter a edificação em espaço para a Universidade do Recôncavo, instituição privada de ensino superior.

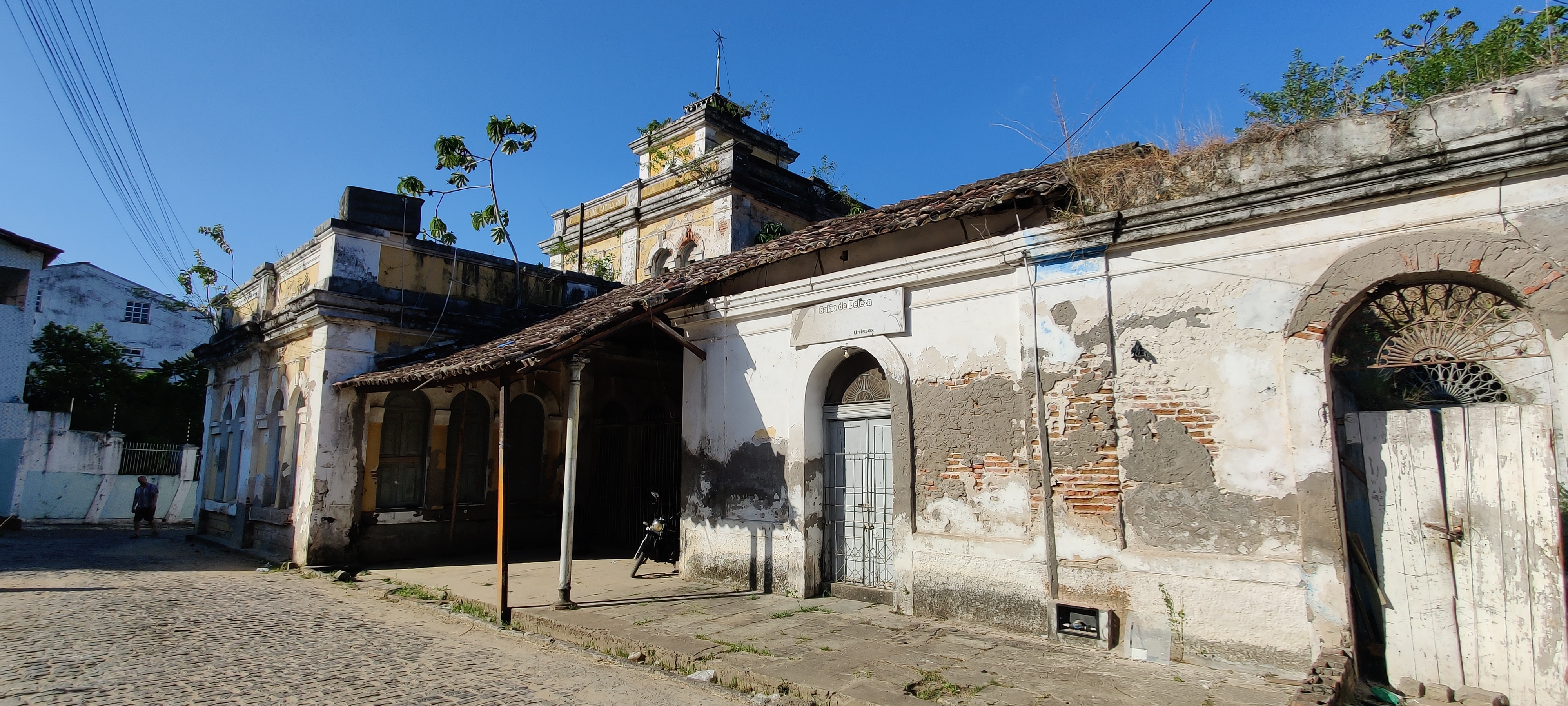
Estação Ferrovíaria de São Félix em 2023

Em 2016, o Ministério Público Federal (MPF) abriu ação pública contra o IPHAN exigindo a elaboração de um projeto de recuperação total do imóvel no período de 120 dias, com elaboração da obra no prazo de 12 meses. Contudo, nada foi realizado. E, em 11 de fevereiro de 2018, um incêndio destruiu a maior parte do centro da estação.
Em fevereiro de 2024, foi realizado ato de "Grande Abraço" à estação com o objetivo de chamar a atenção das autoridades para o avançado estado de degradação da edificação e a necessidade de restauro da mesma.

## Tombamento
A edificação da Estação Ferroviária de São Félix é parte do espólio da extinta Rede Ferroviária Federal S.A. (RFFSA), que foi transferida ao Departamento Nacional de Infraestrutura de Transportes (DNIT) em 2007, como quitação de dívidas, por meio da Lei n.º 11483.
É tombada pelo IPHAN desde novembro de 2010, como parte do Conjunto Arquitetônico Urbanístico e Paisagístico de São Félix.